# Annemarieholm

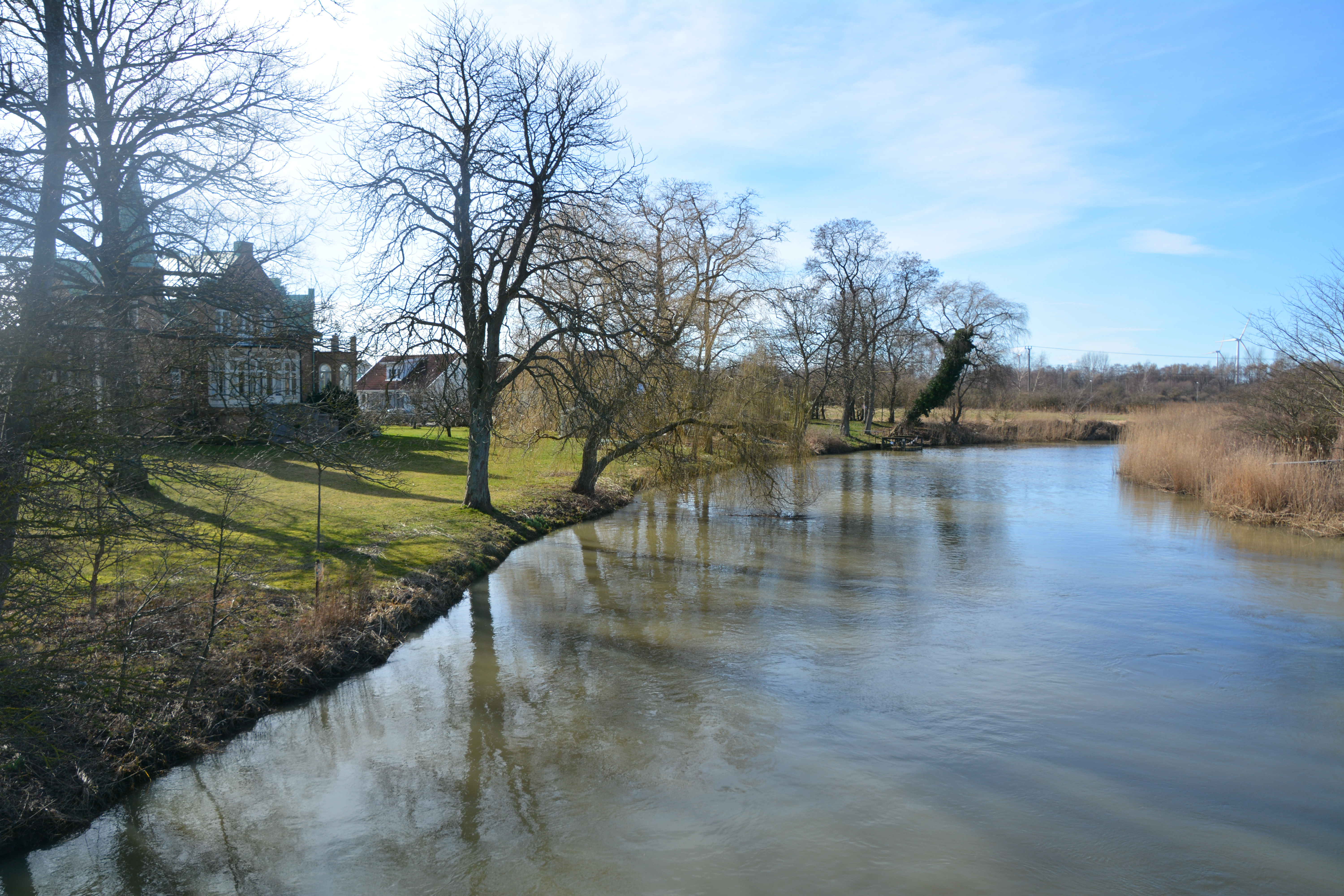
Saxån nedströms från bron vid Annmarieholm

Annemarieholm är en bostadsfastighet i Häljarp i Landskrona kommun vid Saxån.
Annemarieholms byggnad uppfördes 1902 i slottsliknande stil i tre våningar. Den ligger på en tomt på 4.500 kvadratmeter. Huset har tio rum, varav fem sovrum och tre salonger.